# ميتاكه
ميتاكه (باليابانية: 御嵩町) هي بلدية في اليابان، وبلدة في اليابان، تقع في غيفو، ومقاطعة كاني، بلغ عدد سكانها 17,817  نسمة وذلك حسب إحصائيات سنة 2017، تبلغ مساحتها 56.69 كيلومتر مربع.